# Nunatak Verdier
Nunatak Verdier är en nunatak i Antarktis. Den ligger i Västantarktis. Argentina, Chile och Storbritannien gör anspråk på området. Toppen på Nunatak Verdier är 257 meter över havet.
Terrängen runt Nunatak Verdier är kuperad västerut, men österut är den platt. Trakten är obefolkad. Det finns inga samhällen i närheten.